# Ančka
Ančka je žensko osebno ime.

## Izvor imena
Ime Ančka je različica ženskega osebnega imena Ana.

## Pogostost imena
Po podatkih Statističnega urada Republike Slovenije je bilo na dan 31. decembra 2007 v Sloveniji število ženskih oseb z imenom Ančka: 55.

## Osebni praznik
Osebe z imenom Ančka godujejo takrat kot osebe z imenom Ana.